# マグネット (ウェブサイト)
マグネット（magnet）は、かつてNTTデータとサンリオが共同運営していた子供向けインターネットコミュニティである。2005年5月31日に小中学生専用のブログサービスへ転換したが、2007年6月30日をもってサービス終了となった。

## 概要
インターネット黎明期にかけてNTTデータとサンリオが共同で開設していた子供向けインターネットコミュニティである。ソーシャル・ネットワーキング・サービス（SNS）の一種に分類される場合もある。
サイト上の説明文はなるべく平仮名と片仮名による表記、ならびに小学校低学年が読める漢字の使用を徹底し、例えばネチケットや著作権を啓発する記述やページにおいても子供が容易に理解できるような表現を用いていた。ブログサービスへのリニューアル後は小中学生専用とし、インターネットでの情報発信を通してネチケットを学んでもらうことを目的に運営を行ったが、2007年6月30日をもってサービスを終了した。
本稿では、インターネットコミュニティ時代を『旧マグネット』、ブログサービス時代は『新マグネット』と表記する。
新旧ともにマグネット独自のマグフレンズと呼ばれるキャラクター群がメインで登場していたが、一部ではサンリオキャラクターも使用していた。またマグネット上では、マグネットの会員のことを「マグネッツ」と呼んでいた。管理者は「マグネット事務局」であり、東京都江東区豊洲のNTTデータ 豊洲センタービル内に置かれていた。

### サイト名の由来
"magnet"とはmulti-activity get-together networkの略で、磁石の様に色々な皆をくっ付ける という意味合いが込められている。"magnet"をサイト名に採用した理由について当時のサンリオ社長・辻信太郎は、「NTTの"N"、サンリオ（Sanrio）の"S"の頭文字から、N極とS極のある磁石を連想して名付けた」と語っている。

## 旧マグネット
サンリオが思い描く家庭・学校・企業の三者をインターネットで結ぶ「子供情報ハイウェー構想」を実現すべく、子供や親同士のコミュニティ形成と情報交流を目的に1996年11月、子供・家庭向けインターネットコミュニティとして開設される。サイトの開発はシステム面をNTTデータが、デザイン面はサンリオが分担した。想定年齢は2 - 15歳で、デザインを子供向けに特化させる為にサンリオの自社ホームページを構築する際に培ったノウハウを活用。GIFアニメーションを駆使しつつキャラクターを工夫して配置することで、クリックしたくなるようなサイト構成とした。開設当初は登録不要で、グリーティングカード、ゲーム、ぬりえをメインコンテンツに据える。グリーティングカードはメールアドレスに向けて送信できるコンテンツだが、ほとんどの子供が自分用のメールアドレスを持っていない実情までは考慮していなかった。ゆえに送信できる相手がいない為に、ハローキティ宛に書いていいか尋ねるメールが子供からマグネット事務局に届くというエピソードがある。
1997年7月より会員登録制になり、一方的な情報発信に終始する従来のウェブページとは違い、プロフィール表示や電子掲示板（マグフォーラム）の設置をはじめとした現代のSNSに近い構造となる。グリーティングカードは従来の機能を残しつつも、会員同士のメッセージ送受信機能が組み込まれてマグポストとなる。ゲームはランキング対応となり、Javaアプレットによる多機能チャットも設置された（チャットは1999年にShockwaveで作成された物に変更）。
完全有料化も検討されていたが、1998年2月、無料会員制を維持しつつ企業からの広告料を収益の柱とする営利事業として運営していく体制となった。

### システム
任意のニックネームを決めてアカウント登録することで、マグネットの仮想社会内に家を建ててサンリオキャラクターのコンテンツで遊びつつ、他の会員と交流を図れることを特徴とする基本無料のシステムである。実名は表示されないが、原則として一度決めたニックネームの変更はできない。また会員には個々のID（マグネッツナンバー）が付与されており、ログイン時に入力するほか、行動する際にニックネームとともに公開される。ログインする方法として当初は「なぞのワームホール」という専用ページから行うようになっていたが、2000年12月6日以降はトップページから直接ログインするように変更されている。
当初はメールアドレスが無くても会員登録が可能で、その場合は郵便葉書でマグネッツナンバーを受け取ることができたが、2002年以降はメールアドレスと住所両方の入力が必須となり、マグネッツナンバーはメールでの通知のみとなった。さらに不正対策としてフリーメールとキャリアメールでの新規登録が不可となった。
スーパーマグネッツ
旧マグネットには「スーパーマグネッツ」という登録料315円、1家族月額315円の有料会員制度が存在した。スーパーマグネッツ専用のコンテンツが使えるようになるほか、会員証とマグネットのオリジナルグッズ（ライトキーホルダーやストラップ、時計、シールなど、時期によって異なる）が送付される。サンリオが運営するテーマパークであるサンリオピューロランドとハーモニーランドのチケットが割引になる特典もあった。2003年夏頃からは、magnet.ne.jpドメインのEメールアドレスが発行されWebメールが使えるようになった。
マグネットのファンクラブという位置付けだが、2002年8月1日にスーパーマグネッツの優遇が強化され、無料会員が使用できる機能が若干制限されるようになる（後述）。

### 規模
子供を主なターゲットとする性質上、旧マグネットの会員は半数が15歳以下の子供であるが、年齢制限は設けておらず、その親世代（ファミリー層）を始めとした成人も利用していたため幅広い年代が利用していたといえる。会員の男女比は3:7で、総会員数は2000年9月時点で25万人、このうち後述のマグネタウンに家を持っている会員約6万人はアクティブユーザーであると推定される。その後の総会員数は2001年1月時点で31万人、2002年2月時点で36万人と推移し、2005年5月発表の最終的な旧マグネットの会員数は42万人であったとしている。マグネット内の掲示板や種々のアンケート企画はこれら子供及び父母中心の会員層から情報を得られる、当時としては数少ない市場調査のプラットフォームとしての側面も持っていた。
旧マグネットに対するユーザーの評価としては、Yahoo! Internet Guide主催のWeb of the Yearにおいて1999年子ども・ファミリー向けカテゴリで2位に入賞、雑誌『小学六年生』1999年6月号において小学生スタッフがよく見るホームページのアンケートで10人が本サイトを挙げて1位となった。『小学六年生』はこのアンケート結果について、手軽にチャットができる点が人気の理由であると述べている。

### コンテンツ
マグネッツのプロフィール閲覧やメッセージ交換（マグポスト）はマグネタウンで行う。それ以外のコンテンツは「マグスターシップ」というメニューページに集約されている。
掲示板のマグフォーラムやチャットといったコミュニティサービスを中心に据えて、ゲーム、占い（ゴクみくじ）、投稿コーナー（マグボイス）、投票アンケートコーナー（マグチョイス）、ぬりえなど、主に「学び」「遊び」「情報提供」「商品紹介」を目的としたコンテンツで構成されていた。不定期で開催されるキャンペーンも随時マグスターシップに掲載される。

#### マグネタウン
各自マグネッツは、趣味・興味別のジャンルから構成される仮想的な星々の中から町の空き地を選び、家を一軒建設できる。家を建てることによって他のマグネッツに向けてプロフィールを公開することができ、メッセージ交換や友達作りのきっかけとして機能する。住所付きで、「○○のほし△△タウン xxブロックxばんち」という具合に土地一つ一つに地番も付いている。マグネットにログインした直後に表示されるページも自分の家のページである（家を建てていない場合は、複数の星へのメニューページとなっている「マグネタリウム」が表示される）。新築から1週間経過すると引っ越しができるようになる。
家のページではプロフィールの他に、通算ログイン日数も「もちぬしがおうちにきたかいすう」として公開される。また家の近くにゴミが増えていくことがあり、しばらくログインせずに放置しているとゴミが溢れて腐っていく。NTTデータはこれを子供の躾に役立つギミックであると謳っており、ゴミが溜まっていた際は量によらずそのゴミを一回クリックすれば消える。最終ログインの目安ともなり得るが、家主のマグネッツがクリックするまでは消えないため、あまり信用できる目安になるとは言い難い。なお80日間ログインしないと家は取り壊され空き地になってしまい、家がない期間はプロフィールが非公開となるばかりか、後述のマグポストも利用できない。この仕組みにより、家を持っているユーザーは先述のとおりアクティブユーザーであると推定できる。
家の背景は季節によって変わり、家具は家のページへのアクセス数に応じて自動的に充実していく。屋根や外装、置いておくキャラクターは家主がカスタマイズでき、パーツは居住する星によって異なる。一部の星ではDREAMS COME TRUEの『わすれものばんちょう』とのコラボレーションや、企業スポンサーが付いていたこともある。スポンサー付きの星ではその企業のキャラクターも使われ、例えば明治製菓の「おかしのほし」では道路や屋根のパーツが同社の商品イメージであるチョコレート等のお菓子に置き換えられており、アポロチョコレートのキャラクター、うさぎのアポロちゃんも登場する。特に「おかしのほし」に関しては人気が高く、なかなか空き地ができず、できてもすぐに取られてしまう事態が起こっていた。
他のマグネッツの家を訪ねてプロフィールを閲覧する方法は主に二通りあり、自分の家の横には自転車のアイコンと双眼鏡を持ったキャラクターが配されている。前者をクリックするとマグネタウンを他の町や星まで自由に散策することができ、後者はSNSのユーザー検索機能同様のマグネサーチが利用できる。そこでメッセージを送受信したい場合は、自他問わず家の横に配されているポストのアイコンをクリックし、マグポストを呼び出す。マグポストでは絵柄付きのテンプレートを選ぶことが必須であるものの、SNSのメッセージ送受信機能とほぼ同様である。自分宛ての新しいメッセージを受信すると、自分の家のページでポストのランプが光って知らせてくれる。マグポストにはコンテンツフィルタリング機能が備わっており、個人情報や不快な言葉を本文に記入すると送信できない仕組みになっている。
なおマグネットには、現代のSNSで標準機能となっている「友達と相互リンク」する機能はないが、マグネッツはマグネット上の友達のことを『マグ友』と呼び、マグネッツ各々が工夫して『マグ友』との繋がりを深めていたと考えられる。スーパーマグネッツには専用の「アドレスブック」という機能があり、マグネッツを誰でも登録しておける機能で、登録したマグネッツに対して手軽にマグポストでメッセージを送信できるが、これは他のマグネッツに公開されない言葉通りの「アドレス帳」である為、友達相互リンク機能とは異なる物である。

#### ゲーム
サンリオキャラクターが登場するミニゲームが用意されていた。サンリオのエデュテインメントソフト「サンリオタイニーパーク」に収録されているゲームを流用する形で、Shockwaveで作成されている為ウェブブラウザ上で楽しむことができる。
ゲーム大会を開催したり、得点登録対応ゲームで上位の得点を獲得するとランキングにニックネームとマグネッツナンバーが掲載されるなど、課金は無いもののいわゆるソーシャルゲームに近いシステムとなっていた。

#### チャット
1997年8月1日に設置された、マグフレンズやサンリオキャラクターのアバターが選べるMUDのチャットである。長方形の2次元空間上で、クリックした位置にアバターを移動させることができる。
1999年9月のYahoo! Internet Guideによれば、夕方から夜にかけては大人もチャットに集まっていたという。

##### 技術面
米国LikeMinds社との共同開発により当初はプレリリース版がJavaで構築され、同じ部屋のマグネッツと絵を描けるホワイトボード機能や、画面共有してネットサーフィンするコブラウジング（英: Cobrowsing）機能、対戦ゲーム機能を有した。
チャットサーバに用いられたLikeMinds Social Serverは1996年にNTTデータからの依頼を受けて開発がスタートした物で、サーバとクライアントの双方がMicrosoft JVMベースであり、GUIの構築はApplication Foundation Classesに依存している。開発当時LikeMinds社員であったマクロメディアのPritham Shettyによると、ブラウザ内で手軽に動作するクライアントの要件を満たす技術としてJavaを選定し、共同開発を通して得られた知見として、このチャットの為に実装した分散バケットと呼ばれるデータ同期手法が、のちにMacromedia Flash Communication ServerのShared Objectsを設計する際に参考にされたと述懐している。
1999年7月2日、Shockwaveで作成したチャットに変更される。理由として、Macintoshに対応する為であることを『マグネットつうしん』（メールマガジン）で示唆している。

##### 操作面
まずチャットにログインすると、「こんにちはひろば」に入る。（「こんにちはひろば」が満員であった場合、「こんにちはひろば2」に転送される）。「ひろば」は複数あるため、他の「ひろば」に移動することもできる。「ひろば」は不特定多数のマグネッツと会話できるが、限られたマグネッツ同士でチャットを楽しみたい場合の為にそれぞれ「ひろば」には部屋を作ることが可能で、部屋の中ではリバーシ対戦を通じて交流を深めることができる。部屋主は「かぎをかける」ことも可能で、その際は他のマグネッツが入室しようとした際に応否を選択できる。拒否した場合、相手方には「おへやがいっぱいです！」と表示される。
かつてチャットでは荒らしや不快な発言が頻発していたため、マグネット事務局に苦情が殺到し、チャットが1ヶ月以上閉鎖されてしまう時期があった。チャットが一時閉鎖する以前は誰でも「ひろば」の中に部屋を作成したり、アバターを自由に選ぶことができた。しかし2002年8月1日に復活してからはスーパーマグネッツのみが部屋を作成できるようになり、無料会員は使用できるアバターが少数（ナップ、ゴクナップ、てるてる、バナナの皮、ゴミ袋、マグネットのロゴ等）に制限され、サンリオのアバターは殆ど選べなくなった。また、不快な発言をユーザーが簡単に通報できる機能が導入され、単語リスト（非公表）と照合して警告メッセージが表示されると共に事務局のサーバに記録されるシステムが整備された。
このShockwaveのチャットには軽いバグがあり、あるテクニックによって本来移動することが出来ないフィールド外に抜け出したり（壁抜け）、アバターのキャラクター部分を無くして名札だけにしてしまうことができた。マグネッツは、これらバグをも遊びとして楽しんでいたようである。

#### 掲示板（マグフォーラム）
マグフォーラムでは、ジャンルごとに「スクエア」が用意されている。それぞれスクエア内にマグネッツはスレッドを作成できるが、マグネットではスレッドのことをテーマと呼んでいる。テーマ内で新しい投稿があってもそのテーマが上部に移動することはない。
マグフォーラムには、スクエア全体で共通のルールが事務局からの「お願い」という形で用意されていた。マグポストと同様のコンテンツフィルタリングが為されていたものの、煽りや荒らし、ギャル文字の使用が頻発するなどの問題が発生することがあった。
マグドル
2000年に入ってから旧アイドル&スタースクエアで「マグドル」と呼ばれるいわゆるアイドルごっこが一部のマグネッツによって行われるようになった。主なマグドルの活動内容は以下の通りである。
- i）作詞。またそれを公開
- ii）掲示板への定期的なメールマガジン形式での記事の投稿
- iii）チャット上における仮想のコンサートなどの開催（コンサートごっこ）

iの作詞に関しては、特に公開することを「CD販売」、iiの投稿については「"雑誌販売"をする」等と呼ばれていた。
作詞した物を公開するには掲示板に書き込むか、希望者のみに配布するためにマグポストを利用するといった2つの方法があった。
本来、アイドル&スタースクエアは芸能情報等について語る所であったが、ある日突然「マグドル」の活動場所になってしまった事で事実上ジャックされる格好になってしまい、また明示的なローカルルールがなかったためスクエアが荒れることもしばしばで、本来の住人との争いが絶えなかった。そこで、前者は2004年4月の大規模なスクエア再編時にマグドル専用のマグドルスクエアを新設することで解決。また後者は新設する際に、マグネット事務局公認でローカルルールとマグドルの名簿をまとめた「マグドルBOOK」を制定することで緩和された。もっともローカルルール制定前も自治が行われていた模様である。
ココロスクエア
悩みなどの相談を行うココロスクエアでは論争や罵倒、荒らしの出現が深刻化していた為、2004年頃から住人のマグネッツ同士でココロスクエアのローカルルールを制定しようとする動きがみられた。この動きにマグネット事務局が介入し、まずココロスクエア独自のココスクサポーター制度の導入が発表され、2004年6月にかけて募集が行われる。ココスクサポーターはマグネット事務局と連携し、わからないことなどのマグネッツからの質問に答えたり、論争が起きた場合はそれを正しく解決させるなどが役割である。サポーターに立候補したマグネッツの中から、事務局が審査して合格した数人がサポーターに就任した。
その後同年9月、住人が出し合ったローカルルール案がまとめられ、公式なローカルルールが「ココスクBOOK」として制定された。

#### キャンペーン
旧マグネットでは、不定期でキャンペーンが開催されていた。一例は以下の通り。
懸賞
キャンペーン期間中にマグポストでメッセージを送受信すると、メッセージに抽選権が付与される『ガラポン』と呼ばれる懸賞もあった。
マグラリー
スタンプラリーの様なもの。マグネット上のあらゆるページに隠されたパーツを見つけ、全て集めるとプレゼントがもらえる。
ホームページコンテスト
ゴミゼロキャンペーン
神奈川県藤沢市・片瀬東浜海水浴場における清掃活動に参加し、ごみ拾いを行う。新マグネットにおいても引き続き開催。

### 派生サイト
『英語であそぼ』の公式サイト内で2005年4月6日まで運営されていたインターネットコミュニティ（ラララネット → ファンファンタウン）はNTTデータがサイト制作に協力していた関係から、旧マグネットのシステムをベースとし、デザインやコンテンツを『英語であそぼ』仕様に差し替えた物であった。マグネットとのコミュニティ上の繋がりはない。
2000年前後のインターネット黎明期は子供をターゲットとするインターネットビジネスやコミュニティサービスは少なく、この分野で先行していたマグネットのコンテンツないしシステムそのものを、企業から自社コンテンツとして利用させてほしいとの引き合いがあったとしている。

## コミュニティサイトからブログサイトへ
2005年1月26日、『子供のインターネット利用が一般化していく時代に相応しいサービスを提供する為』として、ブログサイトにリニューアルする計画が告知された。子供向けには、ガウス博士というキャラクターが『ブログを研究、発明に成功した』と称して理由を説明している。既存のマグネッツが自動的に新マグネットへ移行されることはなく、新マグネットも引き続き利用したい場合は改めて新規登録が必要で、16歳未満に制限されることも併せて告知される。
同年2月28日にチャットのみを終了し、3月21日に旧マグネット全体のサービスが終了した。同年3月末の再開予定は遅れ、5月31日に新マグネットのサービスが開始された。

## 新マグネット
旧マグネットから大きく変わった点は、SNSのようなコミュニティサイトからブログサービスに変わったことである。利用するには小中学生であることが条件で、アカウント登録することにより無料でブログを作成できた。小中学生以外は登録できないが、閲覧のみ可能。ただし年齢認証は自己申告である。会員数は2006年8月時点で1万7000人、うち9割が女子であった。
会員登録のことを家の鍵を受け取る手続きに擬えて、1アカウントにつき1つのブログが自分の家に見立てた形で作成される。アカウント名はそのままmagnet.ne.jpのサブドメインにしてブログのURLとする関係上英数字のみ使用可能となった。
記事を書く際にカテゴリを指定すると、該当するカテゴリの「スクエア」ページにヘッドラインとして表示される仕組みになっていた。この「スクエア」にはココロスクエアやマグドルスクエアもあり、旧マグネットのマグフォーラム内のスクエアを一部踏襲している。
また以前のマグネットと違いオープンであり、記事を「公開する」に設定すれば外部のブログにトラックバックしたり、登録していない人でもコメントを書けるようになっていた。このように比較的オープンな仕様になったが、これではまだ他のブログレンタルサイトと変わらない上、スキンも3種類のみで、まだ開発途上な部分もみられた。
なお、新マグネットではスーパーマグネッツのような有料サービスは存在せず、全機能を無料で利用できた。理由は、NTTデータとサンリオがお互いの得意とする分野を生かし、子供を取り巻くインターネット社会の健全的な発展に寄与するCSR（企業の社会的責任）プロジェクトに基づいている為としている。また、インターネット上で遭遇するであろう問題を挙げ、それをテーマに会員に意見を出し合ってもらうこと、ひいてはブログによる情報発信を子供が実際に体験しながらネチケットやモラルを学習してもらうことを運営目的とし、子供でも安心して利用できるようにする点は一般的なブログサービスとの差別化を図っていた。
しかし『これまでの成果を検証し、より良いサービスを提供していく方法の検討を重ねた結果』として、サービスの終了計画を2007年3月29日に発表。同年6月30日をもってサービス終了となり、翌日以降は書き込み、閲覧ともにできなくなった。その後2010年までマグネットのウェブサイト自体は存続し、「サービス終了のお知らせ」、「マグフレンズからのメッセージ」、「ネチケット検定」、「ネチケットクイズ」が残されていた。